# Lajares (La Oliva)
Lajares o Los Lajares, es una localidad del municipio de La Oliva en el norte de Fuerteventura (Canarias,  España). En 2023 contaba con 2038 habitantes.

## Etimología
El nombre tiene su origen en la presencia de piedras planas, lisas y delgadas alrededor del lugar como efecto de actividad volcánica en el pasado. Dichas rocas son conocidas en Canarias como "lajas".